# Martin Docherty-Hughes
Martin John Docherty-Hughes (sinh ngày 21 tháng 1 năm 1971) là một chính khách Đảng Quốc gia Scotland. Ông là Nghị sĩ Quốc hội (MP) cho khu vực West Dunbartonshire kể từ năm 2015. Ông thắng cử với đối thủ Gemma Doyle đương nhiệm, giành được 30.198 phiếu và 59,0%.

## Tuổi thơ và giáo dục
Docherty-Hughes được cha mẹ ở Clydebank nuôi dưỡng và bắt đầu làm việc từ năm 16 tuổi. Ông học tại Cao đẳng Công nghệ Thực phẩm Glasgow, nay là Cao đẳng Thành phố Glasgow, tốt nghiệp bằng HND Quản trị Kinh doanh năm 1997. Sau đó, ông đã lấy được bằng Chính trị tại Đại học Essex và theo học tại Trường Nghệ thuật Glasgow để lấy bằng thạc sĩ. Sau khi kết thúc việc học, Martin trở lại Clydebank và làm việc trong một thập kỷ cho Cộng đồng và Dịch vụ Tình nguyện của West Dunbartonshire (WDCVS).

## Sự nghiệp chính trị
Ông gia nhập Đảng Quốc gia Scotland năm 1991, và được bầu vào năm sau với tư cách là ủy viên hội đồng trẻ nhất của Scotland vào Hội đồng quận Clydebank lúc bấy giờ vào tháng 5 năm 1992, ở tuổi 21, cho đến ngày 31 tháng 3 năm 1996. Ông được bầu vào ghế thứ ba của phường Anderston/City của Hội đồng Thành phố Glasgow vào ngày 3 tháng 5 năm 2012 với số phiếu bầu là 1.057 và 19,9% và vượt quá hạn ngạch trong lần thứ hai, trở thành Bailie cho đến ngày 14 tháng 5 năm 2015.
Vào tháng 2 năm 2015, ông được chọn làm ứng cử viên SNP cho khu vực bầu cử West Dunbartonshire trong tổng tuyển cử Anh Quốc 2015. Ông thắng cử với đối thủ đương nhiệm Gemma Doyle. Do hậu quả của bầu cử vào Quốc hội, ông đã từ chức từ Hội đồng Thành phố Glasgow.
Ông đổi tên từ Docherty thành Docherty-Hughes sau khi kết hôn vào tháng 1 năm 2016.